# 1. hrvaška nogometna liga
1. hrvaška nogometna liga (hrvaško Prva hrvatska nogometna liga), poznano tudi Prva HNL ali 1. HNL, zaradi sponzorskih razlogov uradno MAXtv Prva Liga je najvišje klubsko nogometno tekmovanje na Hrvaškem igrano od leta 1992. V ligi sodeluje 10 nogometnih klubov. Prvo uvrščeno moštvo si poleg naslova državnega prvaka zagotovi tudi nastopanje v kvalifikacijah za [Nogometna Liga prvakov|Ligo prvakov]], drugi in tretji, ter zmagovalec pokala pa imajo pravico do nastopanja v kvalifikacijah za Evropsko ligo. Po koncu sezone zadnjeuvrščena ekipa neposredno izpade v Drugo ligo, medtem ko se predzadnji bori za prvoligaški status z drugo uvrščenim klubom iz 2.HNL, v prvo ligo pa napreduje prvak iz Druge lige.
Tekmovanje vodi Združenje poklicnih klubov v Prvi hrvaški nogometni ligi v imenu Hrvaške nogometne zveze.
Aktualni prvak je HNK Rijeka.

## Format tekmovanja
Klubi tekmujejo v štirikrožnem sistemu. To pomeni, da se tekom sezone z vsakim drugim klubom pomeri štirikrat, dvakrat na domačem igrišču in dvakrat v gosteh. Ekipa za zmago prejme 3 točke, za neodločen izid 1 točko, za poraz pa 0 točk. Klubi so na lestvici razvrščeni po skupnem seštevku točk, tisti, ki pa jih ima na koncu sezone največ, pa postane državni prvak. 

## Klubi v sezoni 2016/17
Ligo sestavlja 10 ekip, vključno 9 ekip iz prejšnje sezone in 1 ekipa iz 2.HNL.
| Ekipa          | Lokacija   | Stadion             | Kapaciteta |
| -------------- | ---------- | ------------------- | ---------- |
| Dinamo Zagreb  | Zagreb     | Maksimir            | 38.079     |
| Hajduk Split   | Split      | Poljud              | 34.448     |
| Osijek         | Osijek     | Gradski vrt         | 22.050     |
| Cibalia        | Vinkovci   | Stadion HNK Cibalia | 9.958      |
| Istra 1961     | Pulj       | Aldo Drosina        | 8.923      |
| Lokomotiva     | Zagreb     | Kranjčevićeva       | 8.850      |
| Rijeka         | Reka       | Rujevica            | 6.134      |
| Inter Zaprešić | Zaprešić   | ŠRC Zaprešić        | 5.228      |
| RNK Split      | Split      | Park Mladeži        | 4.075      |
| Slaven Belupo  | Koprivnica | Gradski stadion     | 3.134      |

## Statistika

### Zmagovalci
| Sezona    | Št. klubov         | Prvak                             |
| --------- | ------------------ | --------------------------------- |
| 1991/92   | 12                 | HNK Hajduk Split                  |
| 1992/93   | 16                 | NK Croatia Zagreb (Dinamo Zagreb) |
| 1993/94   | 18                 | HNK Hajduk Split                  |
| 1994/95   | 16                 | HNK Hajduk Split                  |
| 1995/96   | »A« - 12, »B« - 10 | NK Croatia Zagreb (Dinamo Zagreb) |
| 1996/97   | »A« - 16, »B« - 16 | NK Croatia Zagreb (Dinamo Zagreb) |
| 1997/98   | 12                 | NK Croatia Zagreb (Dinamo Zagreb) |
| 1998/99   | 12                 | NK Croatia Zagreb (Dinamo Zagreb) |
| 1999/2000 | 12                 | NK Dinamo Zagreb                  |
| 2000/2001 | 12                 | HNK Hajduk Split                  |
| 2001/2002 | 16                 | NK Zagreb                         |
| 2002/2003 | 12                 | NK Dinamo Zagreb                  |
| 2003/2004 | 12                 | HNK Hajduk Split                  |
| 2004/2005 | 12                 | HNK Hajduk Split                  |
| 2005/2006 | 12                 | NK Dinamo Zagreb                  |
| 2006/2007 | 12                 | NK Dinamo Zagreb                  |
| 2007/2008 | 12                 | NK Dinamo Zagreb                  |
| 2008/2009 | 12                 | NK Dinamo Zagreb                  |
| 2009/2010 | 16                 | GNK Dinamo Zagreb                 |
| 2010/2011 | 16                 | GNK Dinamo Zagreb                 |
| 2011/2012 | 16                 | GNK Dinamo Zagreb                 |
| 2012/2013 | 12                 | GNK Dinamo Zagreb                 |
| 2013/2014 | 10                 | GNK Dinamo Zagreb                 |
| 2014/2015 | 10                 | GNK Dinamo Zagreb                 |
| 2015/2016 | 10                 | GNK Dinamo Zagreb                 |
| 2016/2017 | 10                 | Rijeka                            |
| 2017/2018 | 10                 | GNK Dinamo Zagreb                 |
| 2018/2019 | 10                 | GNK Dinamo Zagreb                 |